# Toro Sentado
Tatanka Iyotanka (en lakota: Tȟatȟaŋka Iyotȟaŋka), más conocido como Toro Sentado (en inglés Sitting Bull; Grand River, Dakota del Sur; circa 1831-Grand River, 15 de diciembre de 1890), fue un jefe indígena de la tribu norteamericana de los sioux.
Era considerado un líder espiritual de los lakota, y fue elegido jefe supremo de toda la nación cuando se incrementaba el acoso del Ejército estadounidense sobre sus tierras ancestrales. Sin embargo, la rendición de los indígenas era inevitable, por lo que decidió refugiarse en Canadá en 1877, aunque regresó a Estados Unidos cuatro años después para entregarse a las autoridades gubernamentales.
Pasó los últimos años de su vida en la reserva de Standing Rock, y formó parte del espectáculo de Buffalo Bill. Fue asesinado mientras un grupo de policías lakota le detenía bajo acusación de instigar una nueva rebelión de los indígenas.

## Biografía

### Infancia y juventud
Toro Sentado nació en el territorio del Grand River en Dakota del Sur, en el seno de la tribu hunkpapa. Fueron sus padres Jumping Bull y Her-Holy-Door, quienes le pusieron por nombre Jumping Badger (Tejón Saltarín), cuando nació. Su infancia transcurrió sin sobresaltos, y era llamado por sus amigos «Slow» (el sosegado),  ya que tenía una conducta muy meticulosa. Sin embargo, a los doce años demostró su intrepidez cuando montó un joven búfalo que había tratado de embestirle, y por esa hazaña su padre organizó una fiesta en su honor.
A los catorce años, su padre le regaló una macana. Dicho objeto tenía un significado especial para los indígenas, ya que si el joven lograba golpear a un enemigo en batalla, le podría dar mucho prestigio. Tejón Saltarín tuvo esa oportunidad cuando se enfrentó a un bando crow en su primer combate y, en la refriega, logró apalear a un contrincante, por lo que su coraje quedó demostrado. El padre, henchido de orgullo, le renombró Sitting Bull o Toro Sentado (Tatanka-Iyotanka) en la ceremonia en la que se ganó el estatus de guerrero. El apelativo hace alusión a la tozudez del animal cuando se encuentra sentado en sus ancas.
A la edad de quince años, el joven guerrero sufrió su primera herida en batalla. Esto sucedió durante un asalto sobre los caballos de la tribu crow, cuando recibió un disparo en el pie izquierdo que le dejó cojo de por vida; sin embargo, pudo matar al causante con su daga.

### Designación como jefe tribal
Alrededor de los veinticinco años de edad, Toro Sentado tenía su prestigio bien cimentado. Había logrado expandir los territorios de caza de los siux, y llegó a convertirse en caudillo de los grupos tribales, especialmente de los Silent Eaters que se caracterizaban por sus virtudes guerreras.

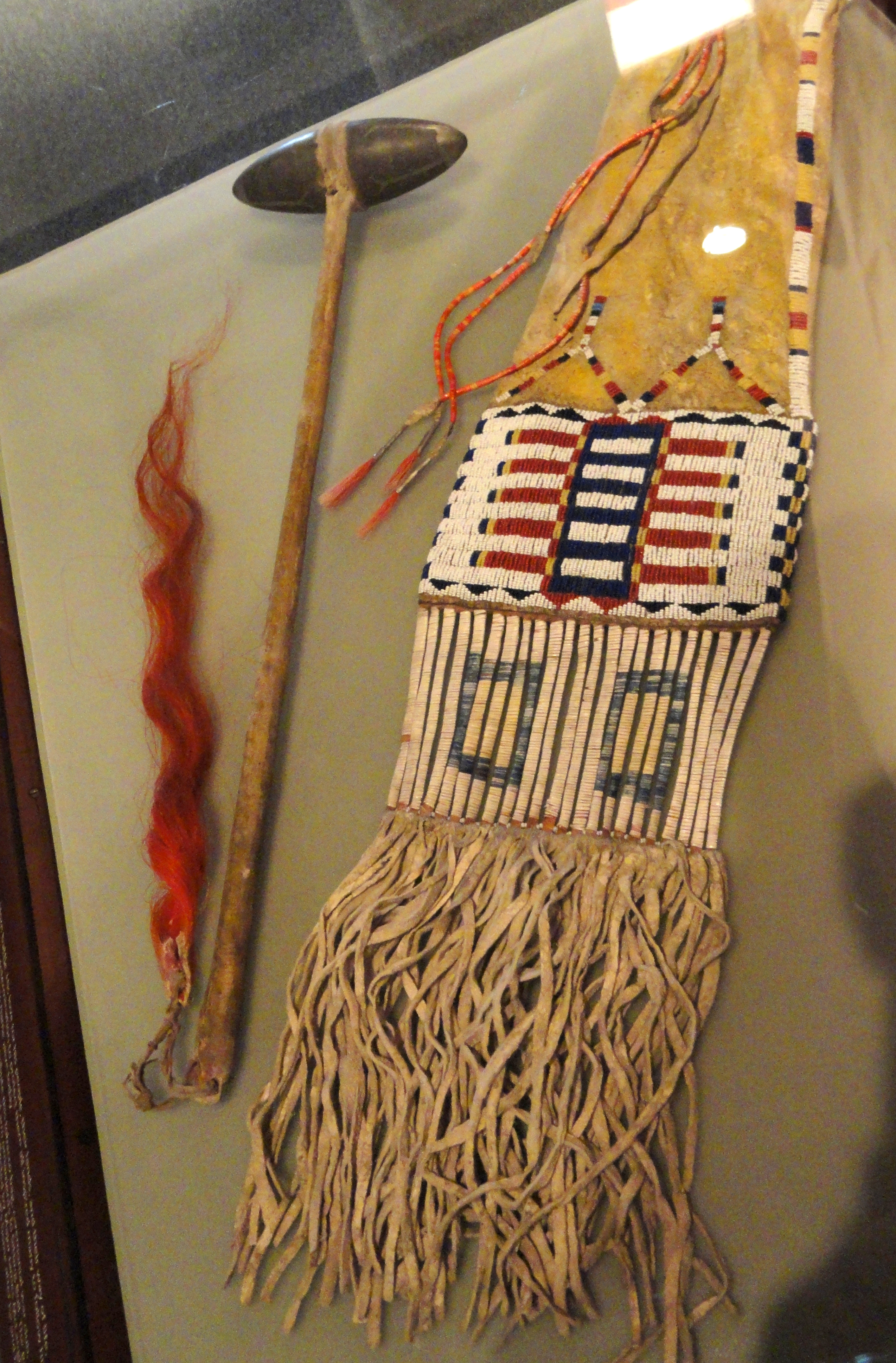
Objetos pertenecientes a Toro Sentado.

Precisamente, en el campo de batalla había demostrado su fiereza, pero también su sabiduría y generosidad eran notables, las cuales demostraba con el aprecio a los niños y desfavorecidos, el esmero por buscar la solución pacífica a los conflictos y el cariño a los animales. Por ello, en 1857 se ganó la designación de jefe tribal. Además, se hizo conocedor de la espiritualidad lakota, por lo que también se le reconoció como chamán y curandero. Todos esos méritos le convertían en un líder espiritual.

### Enfrentamientos con el Ejército estadounidense
Entre los años 1863 y 1868, el Ejército estadounidense realizaba  incursiones en los campos de caza del territorio de los lakota, lo que provocaba continuos conflictos. De hecho, a raíz de una rebelión de la tribu siux santee en Minnesota, se realizó una intensa campaña militar en la que Toro Sentado tuvo su primera batalla contra las tropas gubernamentales en junio de 1863. En 1864 volvió a pelear en la batalla de la montaña Killdeer, y también dio albergue a los sobrevivientes de la masacre de Sand Creek en el Territorio de Colorado, que había sido ejecutada por los militares en detrimento de las tribus cheyenne y arapajó. Ese mismo año, la señorita Fanny Kelly cayó como rehén de los siux por cinco meses, y pudo conocer a Toro Sentado. Ella daría testimonio de la hospitalidad del jefe tribal con estas palabras: «Era cortés y afectuoso con su esposa e hijos, y se comportaba de igual manera con los forasteros. En el tiempo que pasé con ellos, la comida escaseaba, y tanto Toro Sentado como su esposa preferían pasar hambre con tal de alimentarme. Mantengo un lugar para ambos en mi corazón».
En 1865, mientras se encontraba en el Territorio del río Powder, Toro Sentado lideró una ofensiva contra el fuerte Rice en Dakota del Norte. Dos años después —ya respetado y reconocido por su arrojo, a lo que se sumaban las cualidades innatas de diplomático y buen orador—, fue elegido como el jefe máximo de la nación siux, mientras que Caballo Loco le seguía en el mando.

### El Tratado de Fort Laramie de 1868
En la primavera del año 1868, el Gobierno de los Estados Unidos pactó un tratado de paz con los siux en Fort Laramie. En dicho convenio se pactó que los indígenas se establecieran en la reserva de Black Hills en el Territorio de Dakota. De hecho, Black Hills era un sitio sagrado para los siux, y se reconocía como parte de la denominada Gran Reserva Siux. A los encuentros no asistió Toro Sentado, a pesar de que sería persuadido por el sacerdote Pierre-Jean de Smet para que firmase el tratado.

### La batalla de Little Big Horn

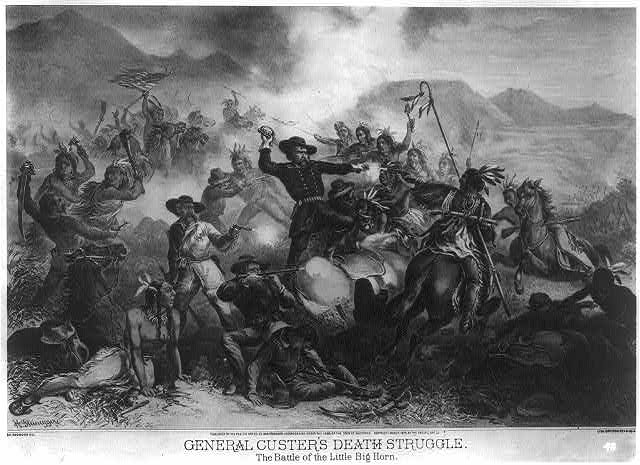
Interpretación de la batalla de Little Big Horn

Aunque en el tratado de Fort Laramie se garantizaba la protección del Estado sobre la propiedad de los indígenas, el descubrimiento de oro en Black Hills provocó la llegada de aventureros que invadían sus campos de caza. Se estima que en 1885 había mil colonos establecidos en el lugar, y cuando fallaron los intentos gubernamentales de comprar la zona —y en contra de lo establecido en el tratado— se dispuso que los indígenas se asentaran en las reservas antes del 31 de enero de 1877. Los que no obedecieran dicha orden se considerarían infractores de la ley. Ante la amenaza, algunos jefes tribales decidieron vender sus tierras, como lo hicieron aquellos que ya se habían asentado en las reservas, como Spotted Tail y Nube Roja; Toro Sentado, por el contrario, decidió defender lo suyo.
En el mes de marzo de 1876, tres unidades militares se desplegaron en el área y arrasaron los asentamientos de Caballo Loco y del cheyenne Two Moon. Los indígenas que lograron escapar fueron recibidos por Toro Sentado. Precisamente, los lakota consideraron que no podían enfrentarse a los militares por sí solos, por lo que Toro Sentado hizo un llamamiento a otras tribus —entre ellos los  cheyenne, arapajó, miniconjou, sans arc y brulé— al sitio de Rosebud Creek en el Territorio de Montana. Se estima que el número de indígenas reunidos llegó a quince mil almas. Asimismo, el jefe tribal aprovechó la reunión para realizar una plegaria:

«Wakan Tanka, dadme tu ayuda y traed ante mí abundante cacería. Juntad las bestias, para que mi gente pueda comer este invierno hasta el hartazgo. Dejad que los  hombres que andan en el buen camino sean invencibles, para que así las tribus sean fuertes e imbatibles. Dadles un corazón bondadoso, para que los siux puedan fortalecer sus lazos de amistad y ser felices. Si lo haces por mi, haré la Danza del Sol por dos días y dos noches, y te ofrendaré un búfalo».

El supremo jefe tribal cumplió su promesa y realizó la Danza del Sol. Como parte de la ceremonia, su asistente Jumping Bull le hizo cincuenta cortes en cada brazo, a manera de sacrificio. Posteriormente, Toro Sentado comenzó a danzar: se desplazaba con un movimiento rítmico de sus pies y, sin comida ni agua, también oraba y observaba la trayectoria del sol. Se dice que terminó el ritual al mediodía siguiente cuando cayó exhausto. En medio del ofuscamiento, describió una visión en la que una multitud de soldados e indígenas caían del cielo. Toro Sentado expresó que los soldados eran ofrenda de Wakan Tanka, por lo que exhortó a su gente a que los aniquilaran en la batalla. Sin embargo, les previno que no debían tomar sus armas, caballos, ni cualquier otro despojo, porque de lo contrario sería la perdición de los indígenas.

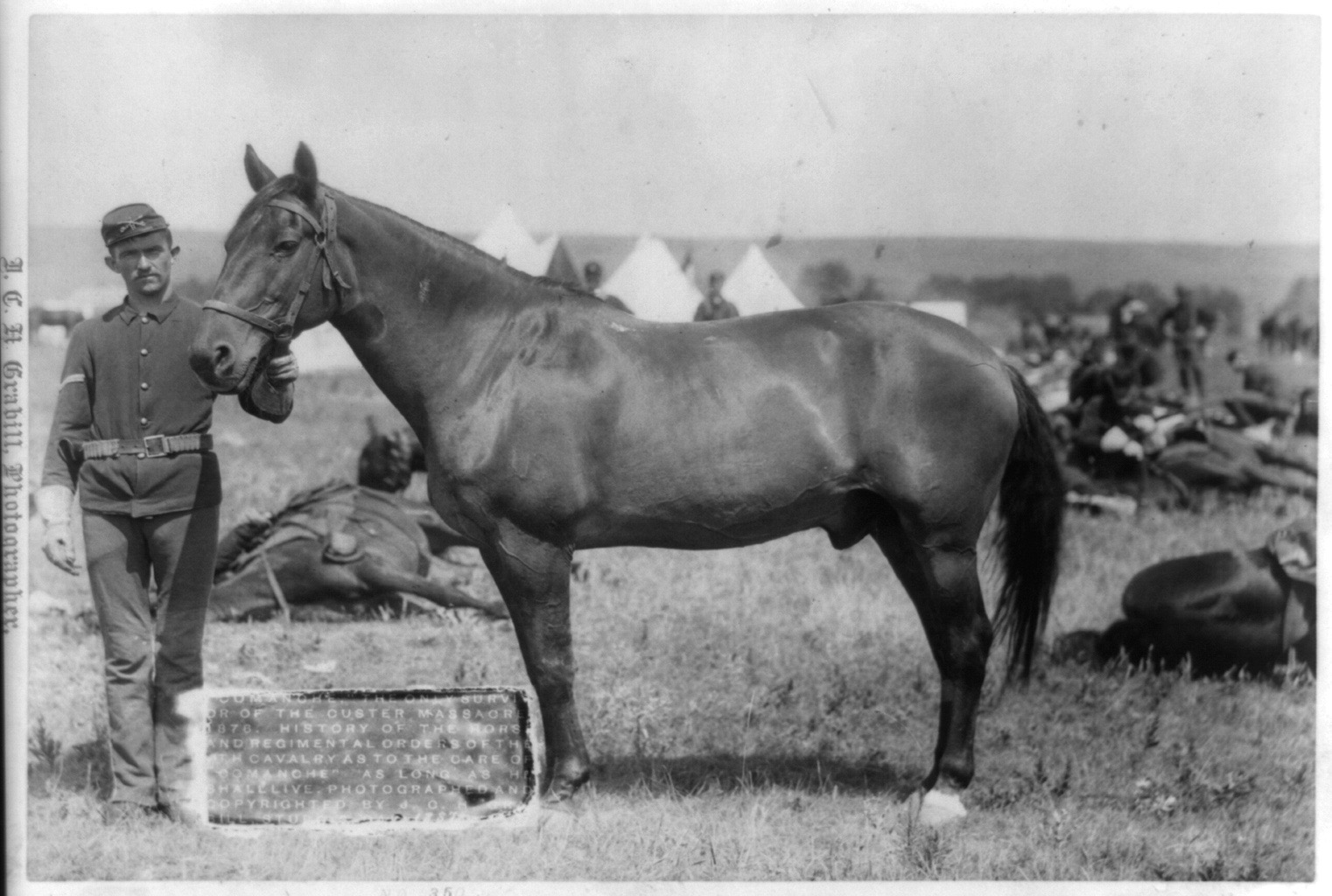
Comanche, el único caballo superviviente del destacamento de Custer.

Inspirado por la visión, el guerrero Caballo Loco armó un contingente de 500 combatientes. El 17 de junio los indígenas provocaron la retirada de la tropa del mayor George Crook en la batalla de Rosebud, y posteriormente los vencedores acamparon en Little Big Horn, donde llegaron otros tres mil indígenas que habían abandonado sus reservas para unirse a Toro Sentado. El 25 de junio, las tropas gubernamentales al mando de George Armstrong Custer lanzaron un ataque contra los indígenas, pero fueron abatidos en la batalla de Little Big Horn, que ha sido considerada la peor derrota de las fuerzas armadas en las Guerras Indias. Se dice que Toro Sentado se encargó de trasladar a las mujeres y los niños a un lugar seguro mientras se desarrollaba el combate. Por otra parte, los indígenas ignoraron su advertencia y se dieron a la tarea de hacerse con los despojos de los militares. Un mes después, Toro Sentado mantuvo una entrevista con el coronel Nelson Miles, que terminó en un intercambio de disparos entre ambos bandos.

### Rendición de Toro Sentado

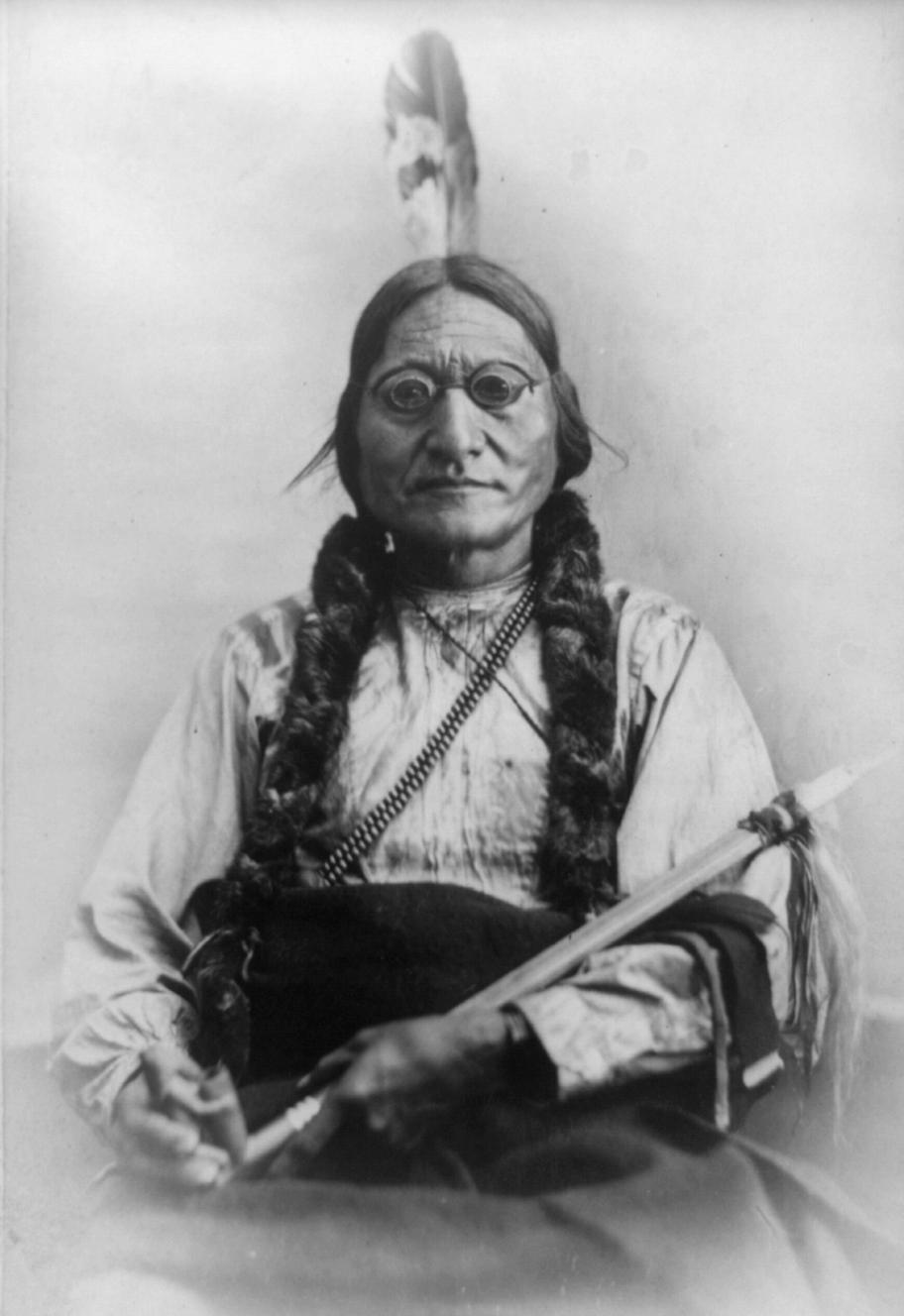
Toro Sentado en 1881

La tragedia de Little Big Horn desató la ira de los estadounidenses, y desde entonces más tropas asediaron a los lakota, y la imagen del indio salvaje y bárbaro se afianzó en todo el país. Para el mes de septiembre, mientras los indígenas se habían dispersado por la caza del búfalo, el general George Crook atacó una villa siux ubicada en Slim Buttes, cercana a los campos mineros de Black Hills,  en la que se ejecutó indiscriminadamente a hombres, mujeres y niños. Cuando Toro Sentado se presentó en el lugar, cayó en sus manos una nota del militar en la que le dejaba un recado: Que hasta el último de los indígenas sería eliminado o hecho prisionero, por lo que reclamaba la rendición de los siux para evitar el riesgo en las vidas de sus mujeres y niños.
Poco a poco, los jefes tribales comenzaban a rendirse —entre ellos Caballo Loco— y eran obligados a ceder sus tierras. Su situación se había agravado desde que el Congreso del país había decidido interrumpirles el abastecimiento de provisiones, con el objetivo de someterlos a las disposiciones gubernamentales. Toro Sentado decidió resistir. En 1877 encabezó una marcha hacia el territorio de Canadá con unos mil seguidores, fuera del alcance de las tropas y cuyo número ascendería a cinco mil en los meses siguientes con la llegada de otros refugiados. Para el mes de agosto, el general  Alfred Terry se desplazó a Canadá para ofrecerle una amnistía a cambio de refugiarse en una reserva, pero Toro Sentado rechazó la propuesta. Por otra parte, los periódicos canadienses comenzaron a difundir noticias falsas de una supuesta confabulación de Toro Sentado con otras tribus locales, para organizar un ataque en los Estados Unidos y generar otros disturbios.
En 1881, sin embargo, tomó la decisión de retornar a los Estados Unidos. La dificultad de alimentar a su gente por la disminución de las manadas de búfalos, la negativa de los canadienses a otorgarles una reserva y darles raciones, la desaparición de varios jefes tribales y el ataque a las familias siux hacían la situación insostenible. El 19 de julio se dirigió al fuerte Buford, junto a su joven hijo Crow Foot, a quien entregó su rifle para que a su vez se lo diera al comandante del lugar como gesto de rendición. También se firmó un acuerdo, en el que se le «otorgaba» el perdón por sus acciones. James Walsh, oficial canadiense que se relacionó con Toro Sentado en ese país, se expresó acerca del jefe siux en estos términos:  «No era el criminal que algunos informes describían. No era un hombre cruel. Era afable. No era deshonesto. Era honrado. Amaba a su gente y extendía su mano a cualquiera que correspondiese su amistad».

### Confinamiento
En Estados Unidos, Toro Sentado reclamó para su gente el derecho de libre tránsito hacia el territorio de Canadá, además de una reserva en Little Missouri River cerca de Black Hills. Sin embargo, el gobierno ignoró su petición y terminaron siendo enviados a la reserva de Standing Rock. Por su parte, y debido al temor a que su presencia pudiera provocar un alzamiento, el líder tribal fue trasladado al fuerte Randall, aguas abajo del río Misuri. Allí se le mantuvo como prisionero de guerra por dos años, aunque en realidad tenía una vida relativamente tranquila, ya que era respetado por los soldados, recibía a otros líderes tribales que necesitaban de sus consejos y leía la correspondencia que le llegaba de sus simpatizantes. El 10 de mayo de 1883 se le trasladó a la agencia india de Standing Rock, donde pudo reencontrarse con su gente.
En dicho lugar, el agente a cargo, James McLaughlin, se empeñó en denigrar el estatus de jefe tribal de Toro Sentado, pues le obligaba a trabajar en campo abierto. No obstante, él mantenía su autoridad. Así lo demostró cuando se negaba, aunque sin éxito, a la petición de una comisión de senadores del Congreso estadounidense para que parte de la reserva siux se adjudicase a colonos.

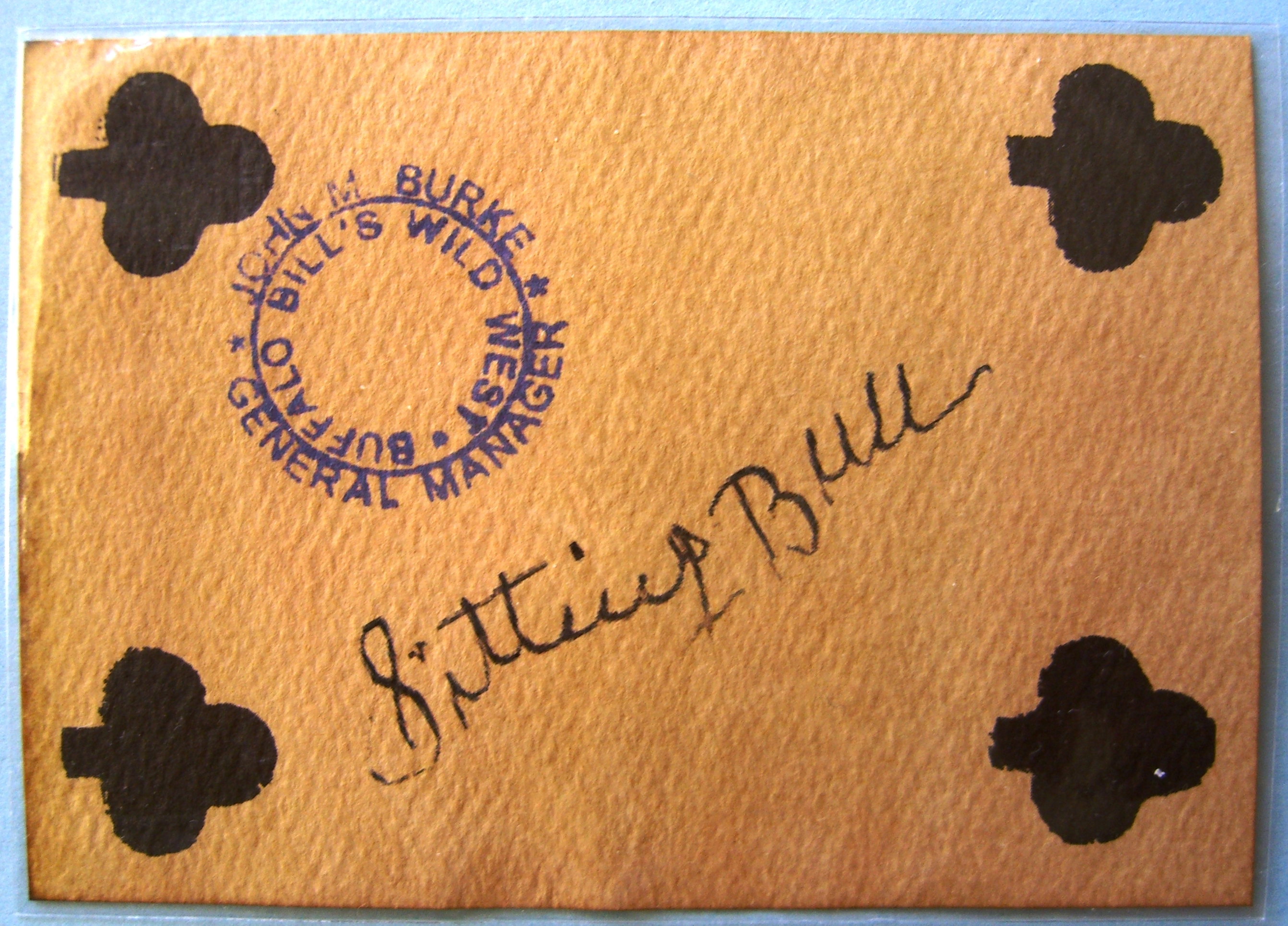
Carta de baraja que solían firmar los personajes famosos (Toro Sentado en este caso) que actuaban en el Buffalo Bill's Wild West Show.

En 1885, Toro Sentado obtuvo el permiso para acompañar el show de Buffalo Bill que recreaba las gestas del Viejo Oeste. Con esta compañía logró viajar a través de los Estados Unidos, Canadá y Europa, y ganaba cincuenta dólares semanales por montar a caballo, aparte de que se hacía de algún dinero por firmar autógrafos. Sin embargo, se mantuvo en el espectáculo apenas cuatro meses. Se dice que no soportaba la sociedad «civilizada» del hombre de piel blanca, principalmente cuando observaba el sinnúmero de pordioseros que vivían en las calles, a quienes él mismo daba limosna. Además, recibía alguna que otra ofensa por parte del público que no olvidaba lo ocurrido en Little Big Horn. Pese a todo, en ese tiempo logró entrevistarse con el presidente Grover Cleveland.

### Retorno a Standing Rock
Toro Sentado se alojó en una cabaña en la zona del Grand River, en la reserva de Standing Rock, en el fuerte Yates, cerca del mismo lugar donde nació. Allí vivía con dos esposas, lo que demostraba que se negaba a dejar sus costumbres y su rechazo a los mandamientos cristianos. También despreciaba el poderío militar del gobierno y se mostraba escéptico ante cualquier promesa gubernamental. No obstante, decidió que sus hijos se educaran en una escuela cristiana, ya que era de la opinión de que a las nuevas generaciones de lakotas les sería útil leer y escribir. 
En Standing Rock, el jefe tribal mantenía su influencia entre los suyos. Ellos también tenían en alta estima su sabiduría y recibían sus consejos, pues Toro Sentado les instaba a no regalar sus tierras y a ser precavidos en cuanto a lo que recibían de la cultura del hombre de piel blanca. Además, rechazaba con denuedo los acuerdos de 1888 y 1889 que cedían la mitad de la Gran Reserva Siux y reducían el resto a seis porciones separadas para los indígenas. Sin embargo, sabía que era inevitable el traspaso de las tierras, por lo que propuso el precio de 1,25 dólares por acre; pero los enviados gubernamentales hallaron la manera de escoger jefes tribales elegidos por ellos mismos para adquirir dichas parcelas a un precio irrisorio. Por otra parte, en ese tiempo Toro Sentado recibía la asistencia de la neoyorquina Catherine Weldon, quien le proporcionaba ayuda económica y aprendía su idioma, así como ella le enseñaba el idioma inglés.

### Muerte de Toro Sentado

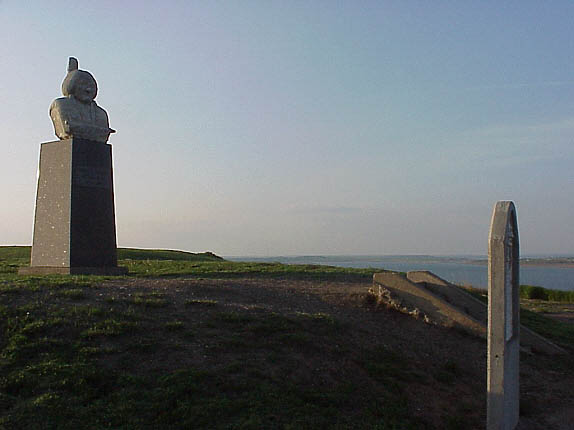
Monumento a Toro Sentado en Mobridge, Dakota del Sur.

En 1890, Toro Sentado recibió la visita de Kicking Bear, quien le informó de la "Danza de los Espíritus", una ceremonia que profetizaba el retorno de las antiguas tradiciones indígenas y la recuperación de las tierras tomadas por el hombre de piel blanca. El jefe de la tribu se mostraba escéptico hacia el ritual, pero aun así dejó que su gente lo practicase si lo consideraban necesario.  
Pronto, la ceremonia cobró tanto auge entre los indígenas, que el gobierno la consideró un brote de rebelión. Se mandaron tropas a las reservas, y el mismo Toro Sentado, que no tenía nada que ver con el asunto, fue considerado el poder detrás de la «maligna práctica religiosa». De inmediato, el agente gubernamental a cargo de los lakotas envió una patrulla formada por indígenas para arrestar a Toro Sentado y obligarle a terminar la ceremonia. Cabe agregar que, de vuelta a la reserva, el jefe de la tribu tuvo una visión en la que un pájaro posado sobre una colina le anunció que sería asesinado por los propios lakotas.
Antes del amanecer del 15 de diciembre de 1890, cuarenta y tres patrulleros lakotas se presentaron en la cabaña de Toro Sentado, quien aún dormía. El jefe tribal consintió en acompañarles y mandó que su caballo fuese ensillado. Sin embargo, ya cuando se marchaban, un grupo de fieles de la "Danza de los Espíritus" retó a los policías. Uno de ellos, de nombre Catch-The-Bear, sacó su rifle y disparó al teniente Bull Head, quien al responder al ataque hirió a Toro Sentado y posteriormente el agente Red Tomahawk le remató con un disparo en la cabeza. Luego los policías entraron en la cabaña donde se encontraba Crow Foot, el hijo del jefe tribal, quien también fue asesinado. La refriega terminó con la vida de otros policías y la de trescientos miembros de la tribu, en especial mujeres y niños.
El cuerpo de Toro Sentado fue enterrado en el cementerio del fuerte Yates. En 1953, un grupo de ciudadanos de Mobridge (Dakota del Sur), con el permiso de los descendientes de Toro Sentado y del gobierno, trasladaron los restos a una colina, donde se erigió un busto del jefe tribal cuyo autor fue Korczak Zoilkowski. Sin embargo, existe la duda de si los restos son verdaderos. Por otra parte, en cuanto a la vida privada de Toro Sentado, se estima que desposó a cinco mujeres, con las que procreó doce hijos.